# Taygetos
Das Taygetos-Gebirge (griechisch Ταΰγετος (m. sg.)) ist ein Gebirgszug auf der Peloponnes-Halbinsel im südlichen Griechenland. Er trennt Lakonien von Messenien; seine Südwestflanke ist Teil der Landschaft Mani. Höchster Gipfel ist der pyramidenförmige Agios Ilias (oder Profitis Ilias) mit 2407 m, der zugleich der höchste Berg der Peloponnes ist. Direkt nördlich des Profitis Ilias liegt der Gipfel Athanati Rachi (über 2300 m), und weiter nördlich schließen die drei Gipfel des Sidirokastro an (2250 m, 2229 m und 2220 m). Westlich vom Athanati Rachi ragt der mächtige Berg Chalasmeno auf (2204 m/Schartenhöhe über 300 m). Weitere bedeutende Berge des Taygetos sind im Süden der Mavrovouna (1909 m/Schartenhöhe über 450 m), im Norden der Doppelgipfel des Nereidovouna (2023 m/Schartenhöhe ca. 300 m), und, westlich von diesem, der Tragovouni (1909 m/Schartenhöhe über 300 m). Der höchste Berg nördlich der Straße von Kalamata nach Sparta ist der Xerovouna (1852 m/Schartenhöhe ca. 550 m).
Das Gebirge besteht vorwiegend aus Kalkstein aus dem Tertiär und der oberen Kreidezeit, der großteils waagerecht gelagert ist. Jedoch wird der Taygetos in Längsrichtung von einem Streifen kristallinen Schiefergesteins durchzogen. Dieser ist deutlich stärker bewachsen, da er bessere Boden- und Wasserbedingungen bietet.
Am nordöstlichen Rand des Taygetos-Gebirges liegt die von fränkischen Fürsten zur Zeit der Kreuzzüge gegründete Ruinenstadt Mistras.
Um den Taygetos ranken sich zwei Ereignisse aus der griechischen Sagenwelt: Hier sollen Zeus und Leda die Dioskuren gezeugt haben. Außerdem soll dieses Gebirge als Todesstätte für schwache Kinder aus Sparta gedient haben: Die Väter von Kindern, die mit Mängeln geboren wurden, waren verpflichtet, diese in eine Felsspalte des Bergmassivs in der Nähe des heutigen Sparta zu stürzen.
Den Namen erhielt das Gebirge von der Nymphe Taygete, der Tochter des Atlas und der Okeanide Pleione.
Touristisch ist das Taygetos-Gebirge heute gut erschlossen. Etliche Wanderwege wie der Europäische Fernwanderweg E4 laden zu ausgiebigen Touren ein.

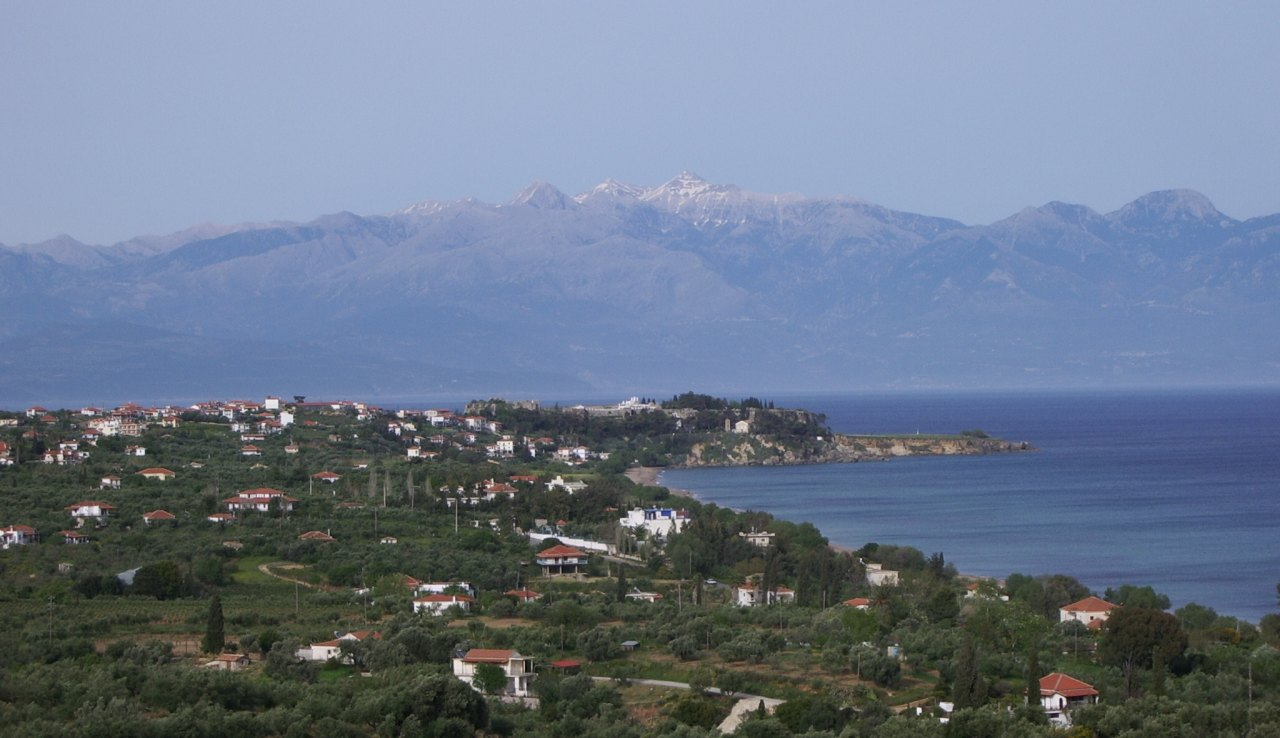
Blick über Koroni und Golf von Messenien zum Taygetos
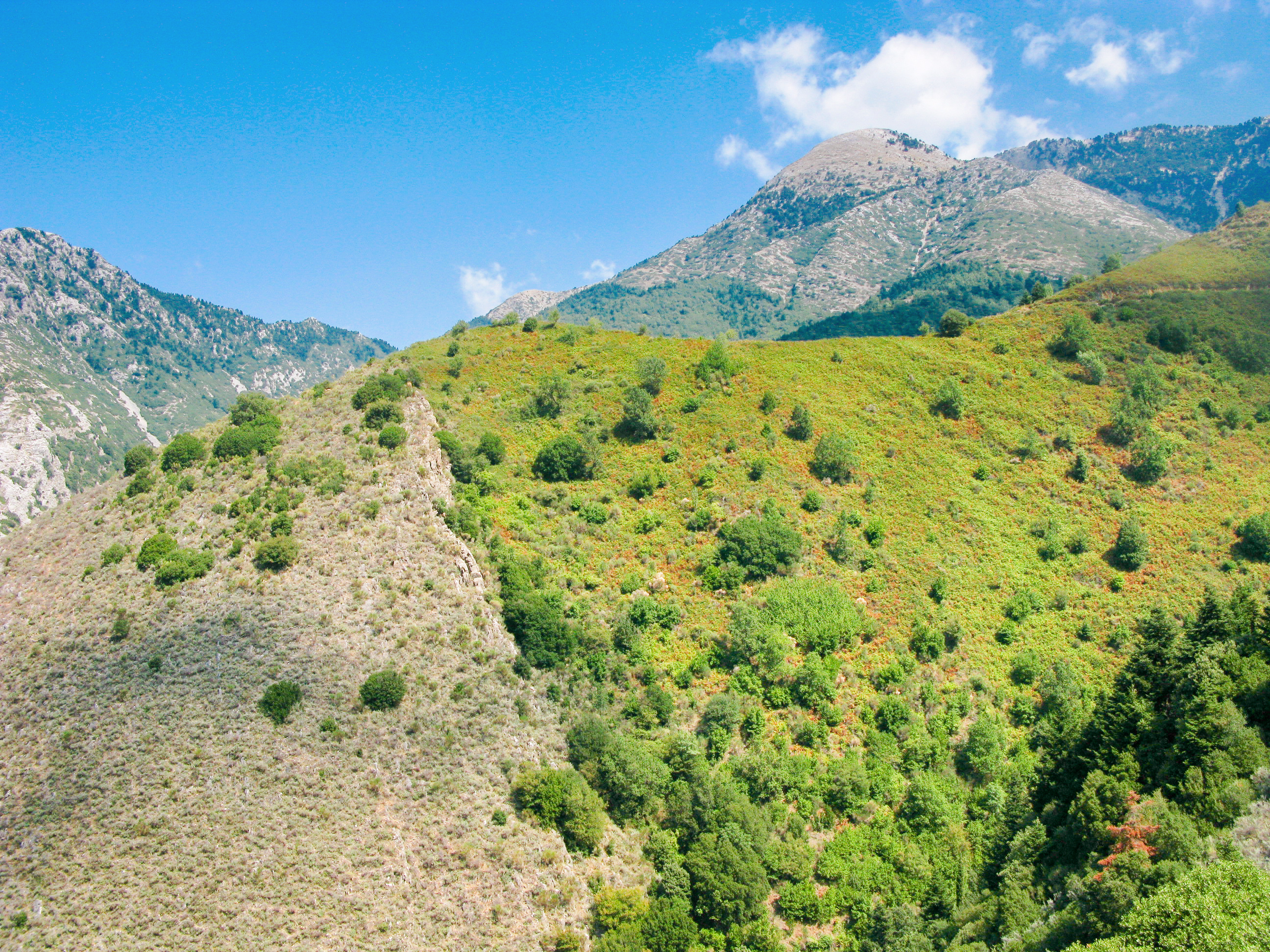
Vegetationsgrenze: Kalkstein (links), Schiefer (rechts)
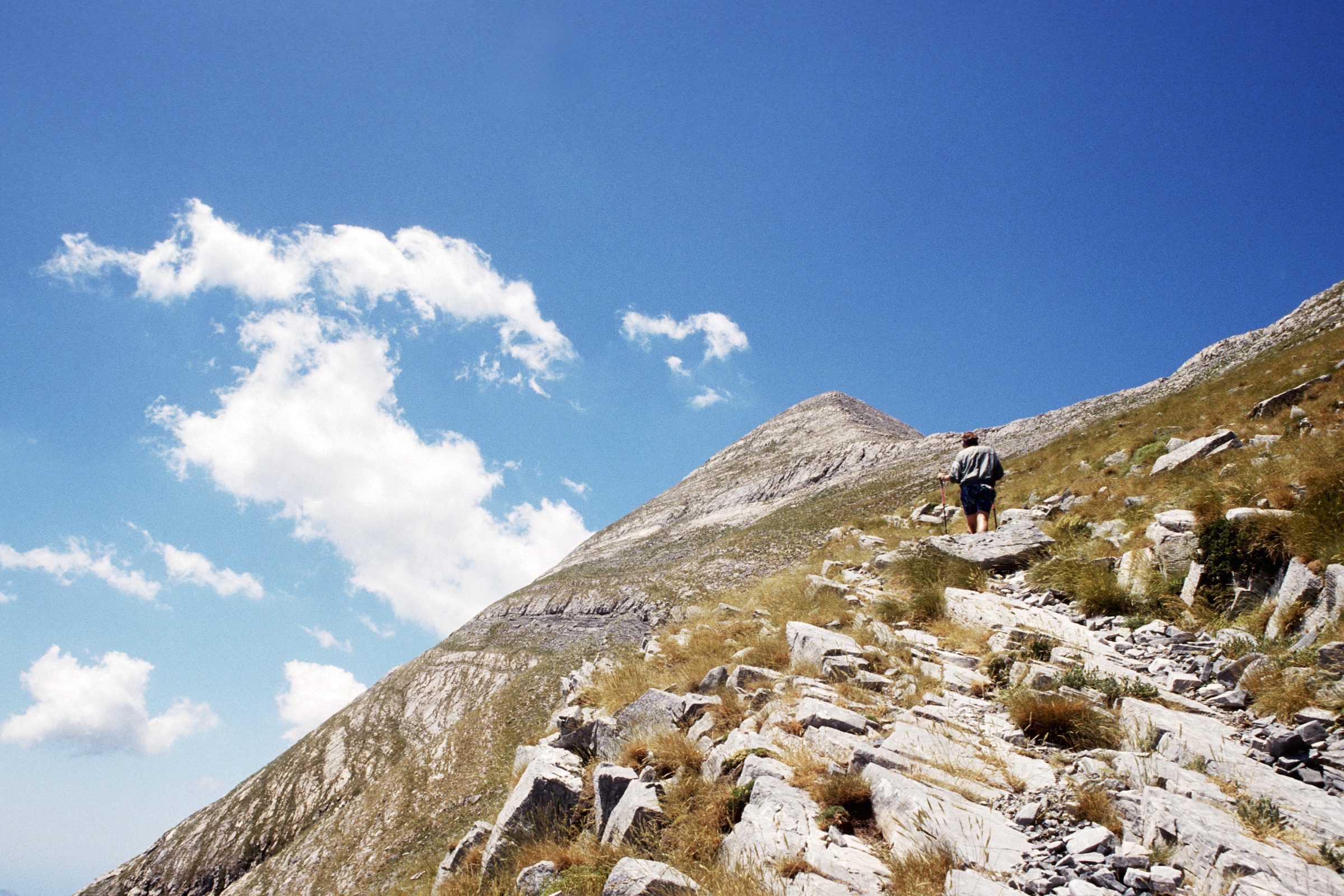
Anstieg zum Gipfel des Profitis Ilias
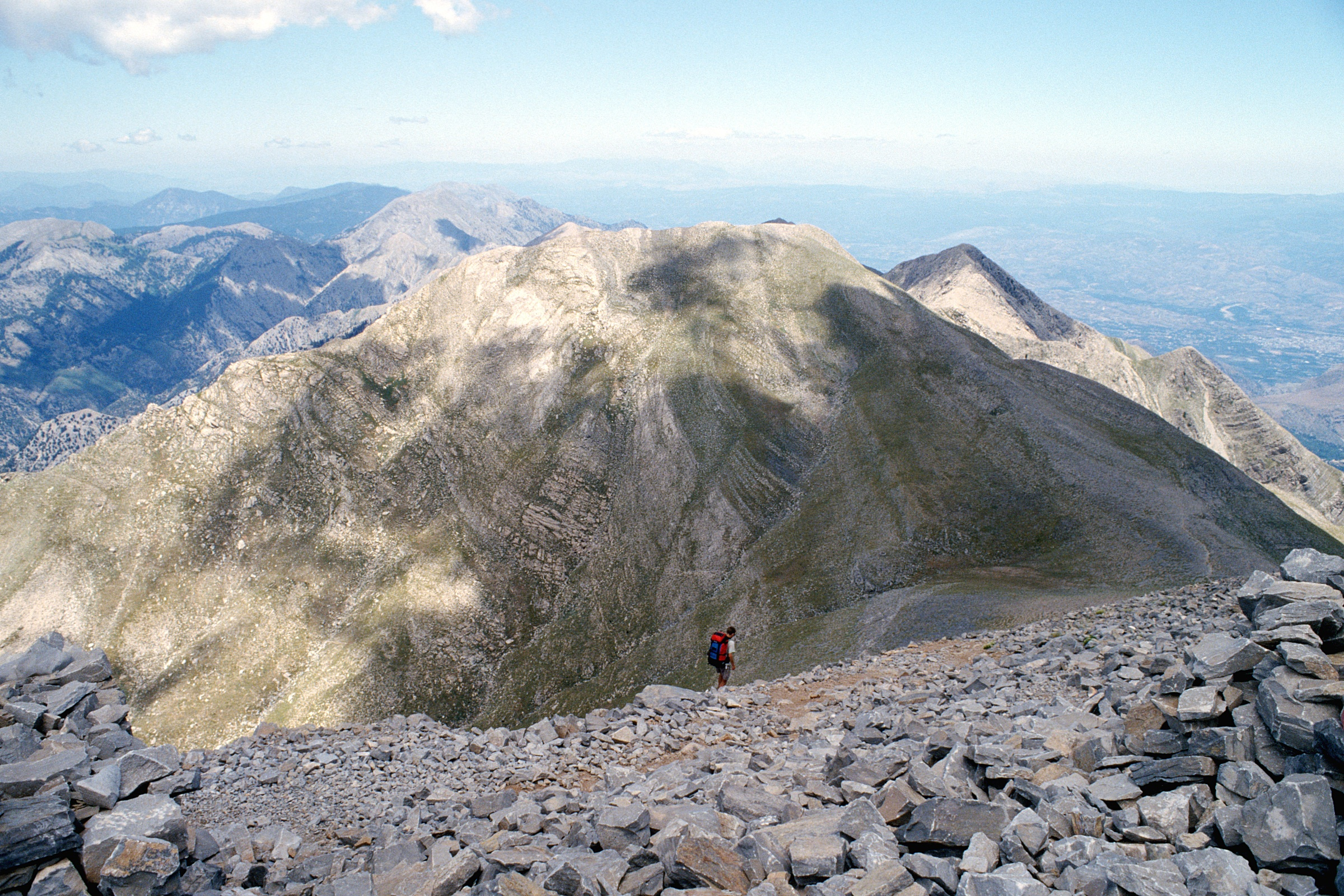
Blick vom Gipfel des Profitis Ilias zum Athanati Rachi